# Геновева Димитрова
Геновева Димитрова е българска кинокритичка, актриса и поетеса.

## Биография
Родена е в град Плевен на 25 май 1958 г. Учи руска филология в Софийския университет, а след това завършва ВИТИЗ „Кръстьо Сарафов“ със специалност кинознание.
През 1990 г. става редактор на списание „Кино“ и вестник „Култура“. Член е също на редколегиите на списанията „Следва“ и „Алтера“.
Преподавател по филмов анализ в Нов български университет и на лекционния курс „Да мислим киното“ в Софийския университет „Св. Климент Охридски“.
Член на Съюза на българските журналисти, Съюза на българските филмови дейци (СБФД), ФИПРЕСИ (Международната асоциация на филмовите критици) и други.
Участва като актриса във филмите „Лагерът“ на Георги Дюлгеров и „Пату“ на Станислава Калчева.

## Награди
- Награда на СБФД за оперативна критика през 2006 г.[5]
- Годишна награда за теория и критика на Българската филмова академия за книгата си „Въртележки на абсурда. Руското игрално кино (1991-2011).[6]

## Филмография
- Пату (2005)
- Лагерът (1990) – Мария